# Erik Mallmin
Erik Mallmin (i riksdagen kallad Mallmin i Gästre), född 9 december 1807 i Simtuna församling, Uppsala län, död 22 januari 1870 i Gästre, Frösthults församling, Västmanlands län, var en svensk lantbrukare och politiker. Han var far till riksdagsmännen Lars Mallmin och Johan Mallmin.
Erik Mallmin företrädde bondeståndet i Våla, Övertjurbo, Yttertjurbo, Torstuna och Simtuna härader vid ståndsriksdagarna 1847/48, 1853/54, 1856/58, 1859/60 1862/63 och 1865/66. Vid ståndsriksdagen 1850/51 var han riksdagsman för bondeståndet i Väsby fögderi av Västmanlands län.